# Eindhoven Ballooning
Eindhoven Ballooning was een vierdaags luchtballonfestival in juli, dat van 2005 tot en met 2011 werd georganiseerd aan de Karpendonkse Plas in Eindhoven. Het festivalterrein was gratis toegankelijk en trok elk jaar ongeveer 50.000 bezoekers.
In 2011 moesten drie van de vier dagen afgelast worden wegens slecht weer, hetgeen de sponsors veel geld kostte. Mede hierdoor ging het evenement in 2012 niet door, maar in 2013 werd het festival weer gehouden. In 2014 was er opnieuw geen festival.